# Tole libbeyi
Tole libbeyi là một loài chân đều trong họ Janiroidea incertae sedis. Loài này được Ortmann miêu tả khoa học năm 1901.